# Georges Barré
Pour les articles homonymes, voir Barré.
Georges Barré est un général français du XXe siècle (1886-1970).
Effectuant presque toute sa carrière dans l’armée d'Afrique, il sert au cours des deux guerres mondiales et atteint en 1943 le grade de général de corps d'armée.
Il est le premier général de l'armée d'armistice à avoir repris concrètement la lutte contre l'ennemi en Tunisie fin 1942, le plus jeune général de corps d'armée de France et le seul deux fois cité à l'ordre de l'armée au cours de sa carrière.

## Biographie
Georges Barré naît en 1886 dans un milieu catholique secoué par le boulangisme, l'affaire Dreyfus et la séparation de l'Église et de l'État.
En 1912, Barré sert comme lieutenant au 4e régiment de tirailleurs tunisiens. Au début de la Première Guerre mondiale, Georges Barré est promu capitaine au 8e régiment de tirailleurs tunisiens ; en 1916, il commande une compagnie du 1er régiment de tirailleurs algériens.
Promu colonel en juin 1936, il prend alors le commandement du 5e régiment de tirailleurs marocains, qu’il conserve jusqu’en 1938. Après avoir obtenu un brevet d'état-major, Barré est nommé en août 1939 chef de l'état-major du 19e corps d'armée, unité qui regroupe alors les divisions algériennes de l'armée d'Afrique ; après un mois seulement à ce poste, il est nommé à la tête de l'état-major du Sud tunisien au début de la « drôle de guerre ».
Promu général de brigade en mars 1940, il participe aux opérations de la campagne de France à la tête de la 7e division d'infanterie nord-africaine, qu’il commande jusqu’à l’armistice du 22 juin 1940.
Après l'armistice de juin 1940, Barré dirige la délégation française à la commission de démilitarisation italienne sur la frontière libyenne.
Il négocie l'armistice avec les Italiens avant de rejoindre Alger en tant que chef d'état-major fin 1940.
Maintenu en activité au sein de l’armée d’armistice, Georges Barré est commandant militaire du département de la Dordogne en juillet et août 1940 avant de diriger, en septembre et octobre, la délégation française à la sous-commission italienne d’armistice pour la démilitarisation des confins libyens.
Nommé en novembre chef d’état-major de la 19e région militaire qui comprend les départements d’Alger, d’Oran et de Constantine, il reste à ce poste jusqu’au début de 1942.
Le général de Lattre de Tassigny ayant été rappelé en métropole à la demande des occupants, Vichy promeut Barré au grade de général de division avant de le nommer commandant supérieur des troupes de Tunisie le 7 février 1942, poste qu’il occupe lors du débarquement anglo-américain en Afrique du Nord du 8 novembre 1942. À la suite du cessez-le-feu du 10 novembre suivant, les autorités locales de Tunisie, à l'instar de celles d'Alger, entrent alors dans de longues discussions pour savoir si elles doivent ou non soutenir les Alliés, livrant ainsi la Tunisie aux Allemands sans aucune résistance.
Devant le débarquement de troupes italo-allemandes en Tunisie dès le 10 novembre 1942, Barré replie, à titre préventif, ses troupes, lesquelles comptent à peine 10 000 hommes, vers l'ouest dans les collines, dans l'attente d'une hypothétique arrivée des troupes alliées. Le 19 novembre à 4 heures du matin le général allemand Nehring lui délivre un ultimatum afin qu'il évacue la position stratégique de Medjez el-Bab sous trois heures. Barré ne cède pas et maintient ses troupes à Medjez el-Bab toute la journée malgré des attaques aériennes et des assauts du 5e régiment parachutiste allemand tandis que les alliés font mouvement vers sa position. Il ne replie ses troupes qu'une fois la nuit tombée, couvert par le 1er bataillon parachutiste britannique et un bataillon d'artillerie américain .
Ce n'est que dans le cadre des accords Clark-Darlan qu'un texte du 22 novembre 1942 reconnaît les forces françaises comme des alliés à part entière des Anglo-Américains. Dès lors, Barré est placé directement sous les ordres du général Juin à Alger. 
Après avoir soutenu une tentative de percée britannique sur Tunis, Barré fait mouvement au sud avec ses troupes pour rejoindre le 19e corps de Koeltz au sein duquel il poursuivra la campagne de Tunisie jusqu'en mai 1943, campagne au cours de laquelle il atteint le grade de général de corps d'armée.
Le régime de Vichy le déchoit de sa nationalité française, une décision annulée par le Comité français de Libération nationale en avril 1943.
Placé en deuxième section (à la disposition des autorités) en août 1943, il est admis à la retraite en novembre 1945.
En 1950, il publie sur la campagne de Tunisie des mémoires aux éditions Berger-Levrault intitulés Tunisie, 1942-1943. 
Georges Barré décède à l’hôpital militaire du Val-de-Grâce le 22 janvier 1970. Il est enterré à Meaux aux côtés de sa femme.

## Distinctions
Barré a été le plus jeune général de corps d'armée de France et le seul deux fois cité à l'ordre de l'armée au cours de sa carrière : par le général Weygand le 23 août 1940 et par le général Juin le 3 février 1943.
Il est :
- Commandeur de la Légion d'honneur
- Croix de guerre 1914–1918
- Croix de guerre 1939–1945
- Croix de guerre des Théâtres d'opérations extérieurs

Il est également titulaire de la Legion of Merit.

## L'opinion de ses supérieurs
L'opinion de ses supérieurs est sans équivoque :
« Ces résultats [la bataille de la Marne] obtenus de septembre 1914 à octobre 1915 sont dus uniquement aux brillantes qualités de son chef, le capitaine Barré, officier de haute valeur qui n'a mérité que des éloges », d'après le colonel Carron, ex-commandant du 4e bataillon du 8e Tirailleurs le 5 juillet 1920.
« Jeune officier doué d'excellentes qualités : sérieux, travailleur, intelligent, esprit clair », d'après le colonel Belhague, commandant en second de l’école supérieure de Guerre (1er octobre 1920).
« Le capitaine Barré est un officier aussi distingué au moral qu'au physique. Très brillant, d'un caractère droit et sympathique, montrant de la fermeté et de la décision, personnalité marquée, intelligent, cultivé, travailleur d'un tempérament militaire et fanatique de sa carrière (...) En résumé officier parfait, très complet », d'après le colonel du 8e régiment de hussards.
« J'ai rencontré le général Barré pour la première fois à Tunis, en février 1942, lorsque succédant au général de Lattre de Tassigny, il venait prendre ses fonctions de commandant Supérieur des Troupes de Tunisie. Svelte, se tenant très droit, l'aspect jeune malgré ses cheveux blanc coupés en brosse, il en imposait d'emblée sans faire appel aux attitudes théâtrales auxquelles nous avait habitué son prédécesseur. Comme celui-ci, pourtant, il attachait une grande importance, non seulement au fond, mais à la présentation, à la forme de tout document sortant de son État-Major. Sa haute culture, son style élégant, le sérieux de son propre travail lui permettait de se montrer exigeant dans ce domaine. Lorsque je l'ai mieux connu, j'ai surtout apprécié ses qualités morales. Sa droiture, sa loyauté, son sens du devoir et de la discipline », d'après le colonel Duffas.